# نوح سيغان
نوح سيغان (بالإنجليزية: Noah Segan)‏ مواليد 05 أكتوبر 1983 في نيويورك، نيويورك، الولايات المتحدة، هو ممثل أمريكي بدأ مسيرته الفنية عام 1993.

## الأعمال

### أفلام
- صانع الحلقة (الدور: كيد بلو)

## روابط خارجية
- نوح سيغان على موقع IMDb (الإنجليزية)
- نوح سيغان على موقع ألو سيني (الفرنسية)
- نوح سيغان على موقع ميوزك برينز (الإنجليزية)
- نوح سيغان على موقع أول موفي (الإنجليزية)
- نوح سيغان على موقع قاعدة بيانات الأفلام السويدية (السويدية)
- نوح سيغان على موقع قاعدة بيانات الفيلم (الإنجليزية)